# NGC 2763
NGC 2763 (другие обозначения — MCG -2-23-10, IRAS09044-1517, PGC 25570) — спиральная галактика с перемычкой (SBc) в созвездии Гидры. Открыта Уильямом Гершелем в 1785 году.

## Описание
По морфологической классификации де Вокулёра галактика относится к классу пекулярных SB(r)cd. Отношение радиуса коротации к большой полуоси бара в галактике составляет от 1,2 до 1,9. Бар довольно невелик: по размеру он сравним с балджем галактики.
Этот объект входит в число перечисленных в оригинальной редакции «Нового общего каталога».
Галактика NGC 2763 входит в состав группы галактик NGC 2781. Помимо NGC 2763 в группу также входят NGC 2781, MGC -2-24-1 и MGC -2-24-3.